# Pekolan Liikenne
Pekolan liikenne est une société de transport en commun par autobus à Hämeenlinna en Finlande .

## Présentation
ExpressBus est une marque commerciale commune à trois sociétés de transport par autobus Länsilinjat, Väinö Paunu et Pekolan liikenne.